# Annika Svenbro

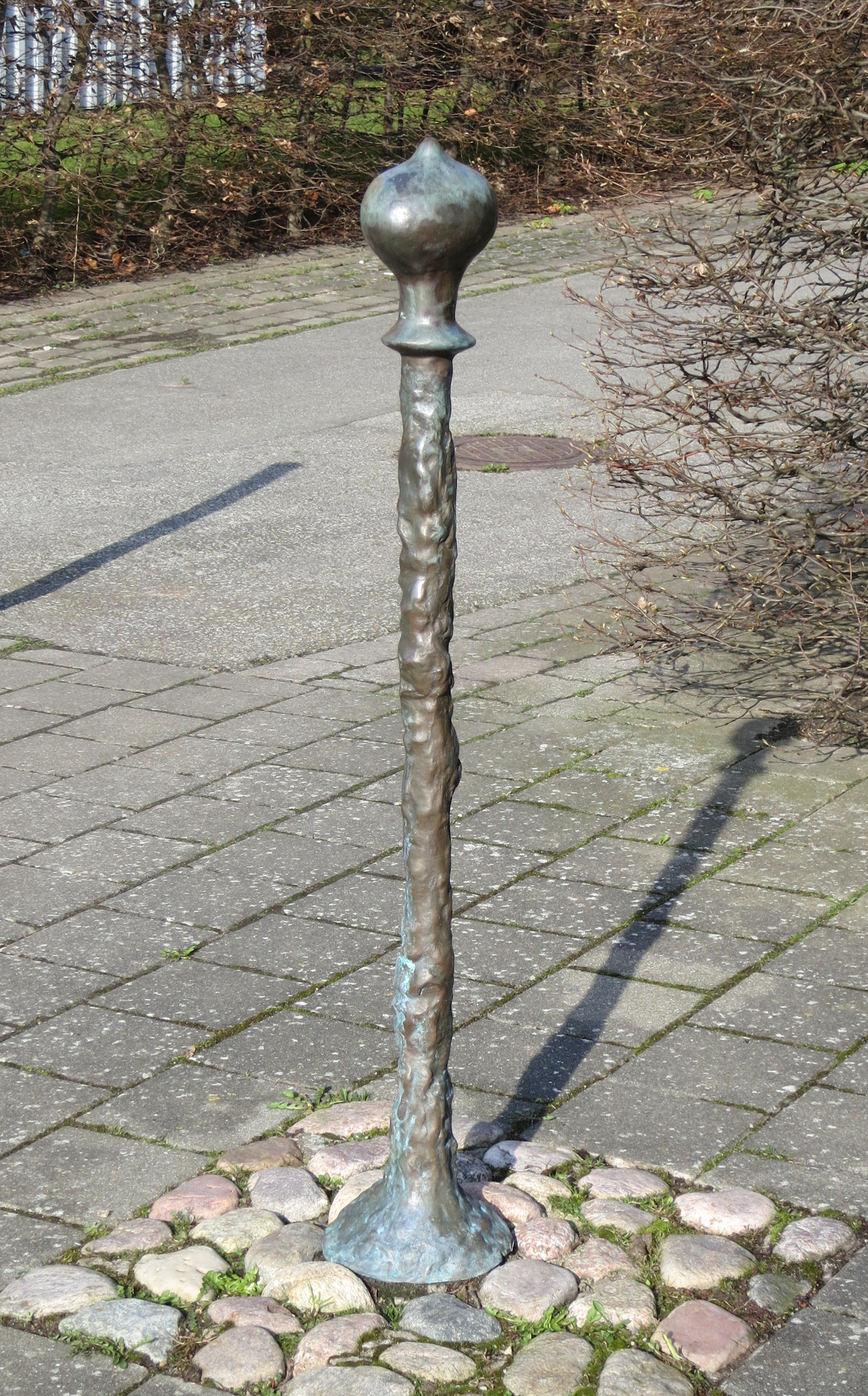
Spiran i Malmö

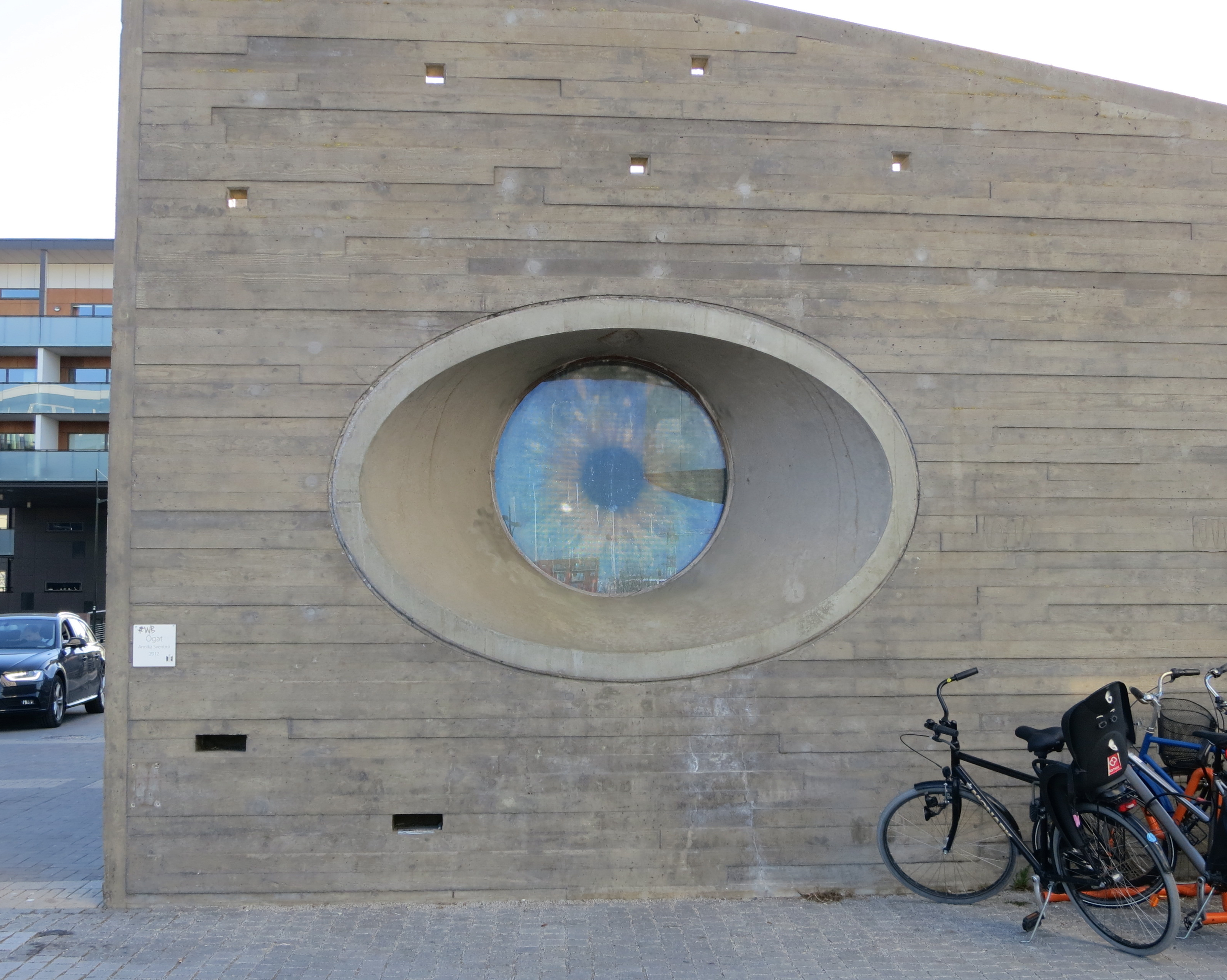
Ögat eller Topo i Malmö

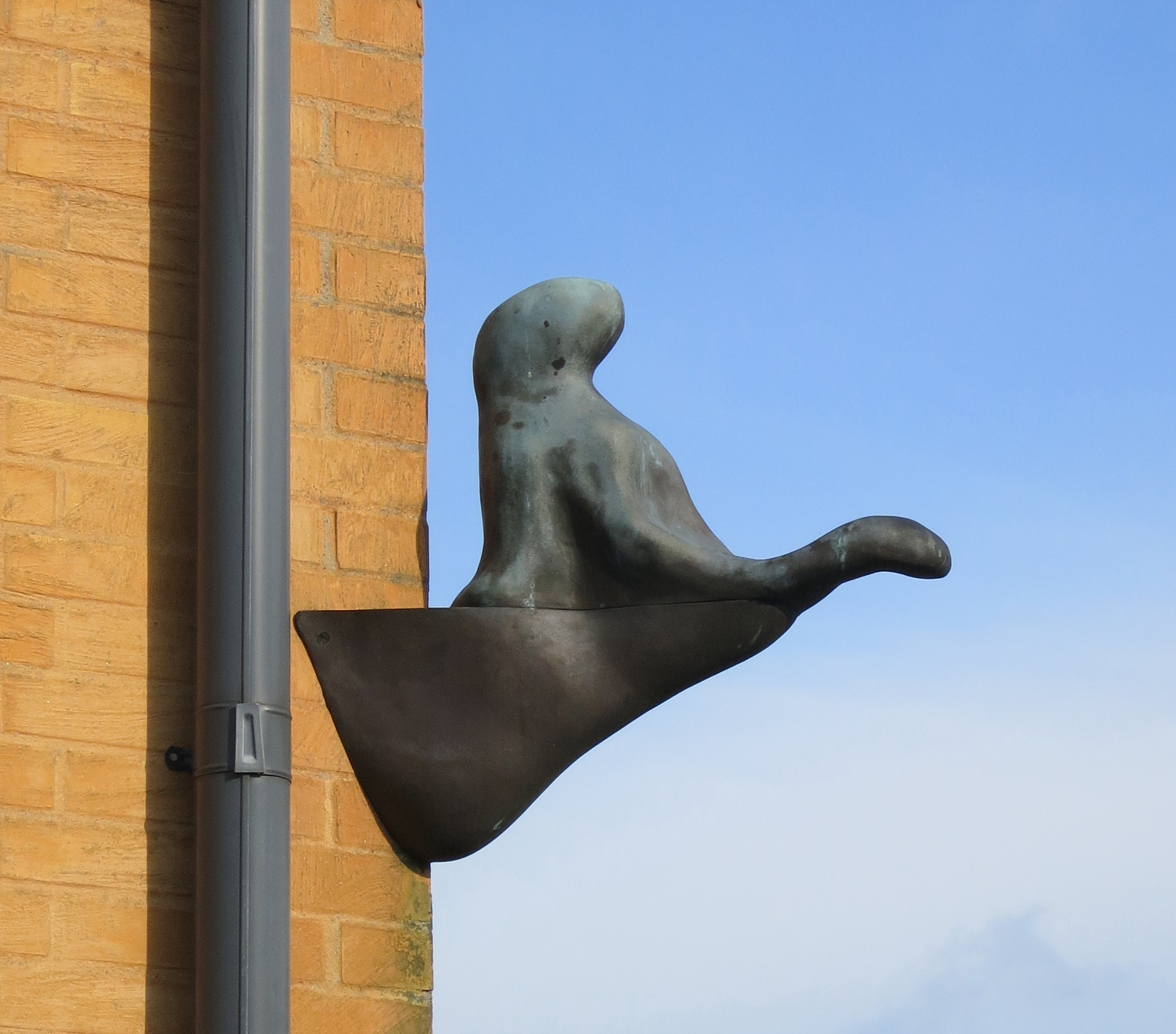
Spejare i Husiegård, Malmö

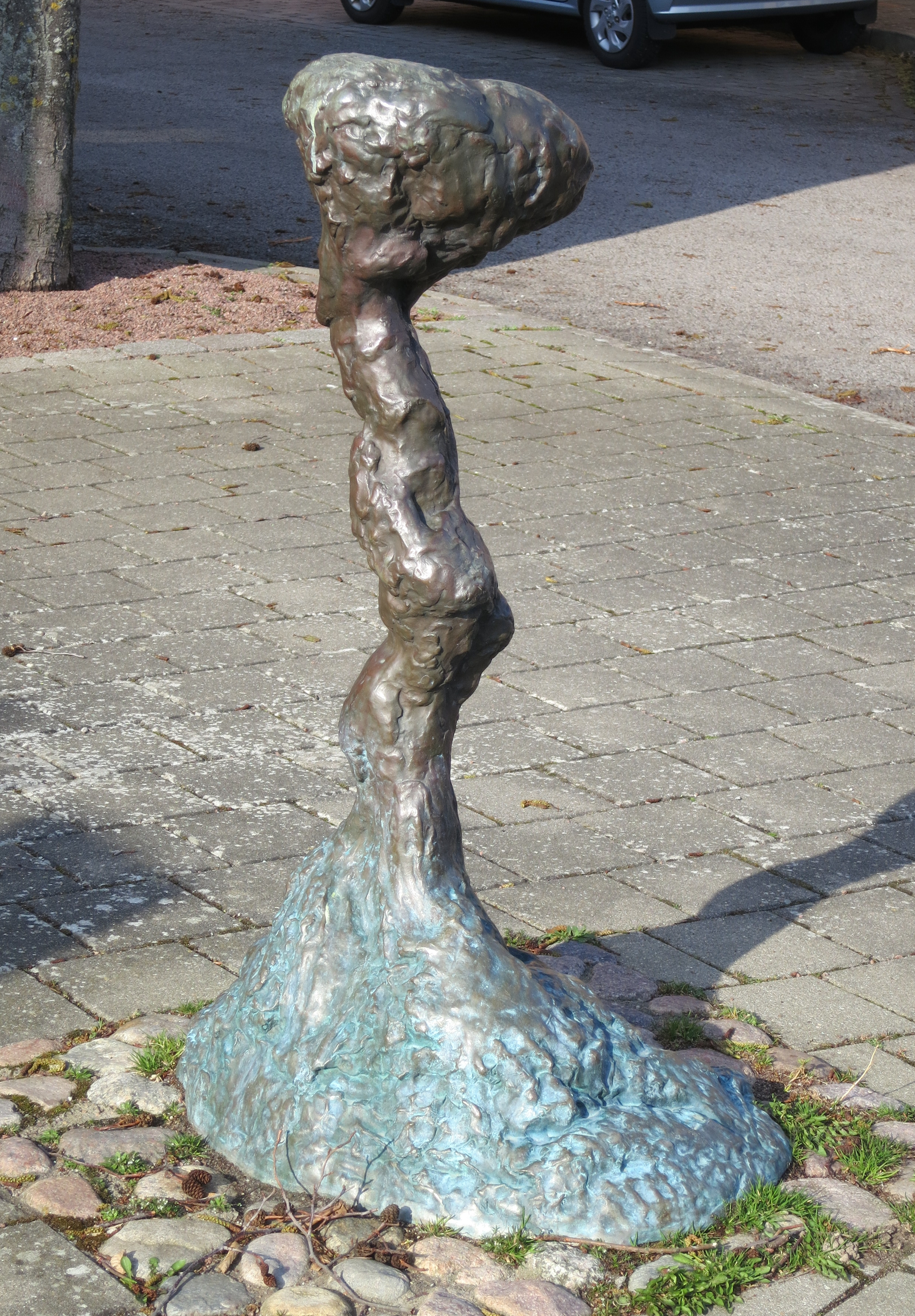
Sarons lilja i Husiegård, Malmö

Ulla Annika Elisabet Svenbro, född 10 juli 1946 i Landskrona, är en svensk skulptör, målare, tecknare och grafiker. Hon är syster till författaren Jesper Svenbro.

## Bakgrund och arbete
Annika Svenbro är dotter till komministern i Landskrona  Werner Svenbro och fil. mag. Ulla Holmkvist. Hon växte upp i Landskrona, men flyttade senare till Lund, där hon avlade filosofie kandidatexamen 1970 och psykologexamen 1973 samt även utbildade sig till förskollärare. Studier i kroki och måleri för Rolf Wilhelmsson och Jacques Zadig på anrika Ungdomens hus i Malmö i slutet på 1970-talet blev starten för hennes konstnärsbana och hon studerade sedan bland annat grafik för Bertil Lundberg på Målarskolan Forum i Malmö 1980–85. Efter att mest ha ägnat sig åt grafik under 1980-talet började hon att utforska mer av teckning och måleri och utveckla ett växande intresse för det tredimensionella rummet och fokusera alltmer på skulptur och installationer. Hon är medlem av Konstnärsgruppen Aura. Svenbros konst befinner sig i verklighetens gränsland. Vissa motiv är återkommande i hennes konst såsom draperier, röda band eller rep.
Annika Svenbro har medverkat i separat- och samlingsutställningar på bland andra Lunds konsthall, Krognoshuset, Lunds domkyrka, Kulturen i Lund, Malmö konsthall, Borås konstmuseum, Virserums Konsthall, Göteborgs konstmuseum, Skulpturens hus i Stockholm och Wanås slott. 
Hon är representerad på bland andra Moderna museet, Göteborgs konstmuseum, Skissernas museum, Norrköpings konstmuseum, Malmö konstmuseum och Borås konstmuseum. 
| ”                                      | Källor: Ting som omger mig i min vardag, tidningsbilder, filmbilder, drömmar och bilder ur konsthistorien. Rummet: Det syns ofta som två väggar som möts i ett hörn, en bit av ett tak och kanske ett golv. Jag placerar en människa i rummet, i dess utkant, på väg att glida ut ur bilden. En annan kanske skymtar och ett händelseförlopp kan anas. Vad är det som pågår där utanför? Vad är det som du inte ser? Jag vill befinna mig med en fot i verkligheten och med den andra över gränsen till något annat. Sökandet fram längs den gränsen är det som intresserar mig. Att bygga upp en scen där varje detalj är viktig. Lägga färg, lager på lager, måla över, lägga till. Och bestämt veta att just så måste det vara. Att först efteråt kanske se innebörden. | „ |
| – Rönås i december 2008 Annika Svenbro | |   |

## Offentliga arbeten i urval
- 2001 – Sub Luna, Stadsbiblioteket i Eslöv
- 2001 – Topo, eller Ögat, digitalskärm i mur, Lilla varvsgatan 2 i Malmö, i samarbete med landskapsarkitekt Håkan Lundberg
- 1999 – Husiegård i Malmö
- 1997 – Geologihuset, Frescati, Stockholms universitet
- 1994 – Ladugårdsmarkens dagcenter i Lund